# Йоахім Безе
Йоахім Безе (нім. Joachim Bäse, 2 вересня 1939, Брауншвейг — 22 грудня 2020) — німецький футболіст, що грав на позиції захисника за «Айнтрахт» (Брауншвейг), а також національну збірну Німеччини.
Чемпіон Німеччини.

## Клубна кар'єра
У дорослому футболі дебютував 1959 року виступами за команду клубу «Айнтрахт» (Брауншвейг), кольори якої і захищав протягом усієї своєї кар'єри гравця, що тривала п'ятнадцять років. Більшість часу, проведеного у складі «Айнтрахта» (Брауншвейг), був основним гравцем захисту команди. У сезоні 1966/67 виборов перший і наразі єдиний в історії клубу титул чемпіона Німеччини.

## Виступи за збірну
1968 року провів свою єдину гру у складі національної збірної Німеччини.
| Дата       | Місто   | Господарі | Результат | Гості | Турнір           | Голи | Примітки |
| ---------- | ------- | --------- | --------- | ----- | ---------------- | ---- | -------- |
| 08/05/1968 | Кардіфф | Уельс     | 1 – 1     | ФРН   | товариський матч | -    |          |
| Усього     |         | Матчів    | 1         |       | Голів            | 0    |          |

## Титули і досягнення
- Чемпіон Німеччини (1):

«Айнтрахт» (Брауншвейг): 1966-1967